# Tauragė apskritis
Tauragė apskritis (litauisk: Tauragės apskritis) var et af 10 apskritys i Litauen. Tauragė apskritis havde et indbyggertal på 124.768(2010), og et areal på 4.411 km². Tauragė apskritis havde hovedsæde i byen Tauragė, der også var den største by.
Apskritys som administrative enheder blev nedlagt ved en reform 1. juli 2010, siden da har Tauragė apskritis været en territorial og statistisk enhed.